# Mohrenapotheke (Halle (Saale))

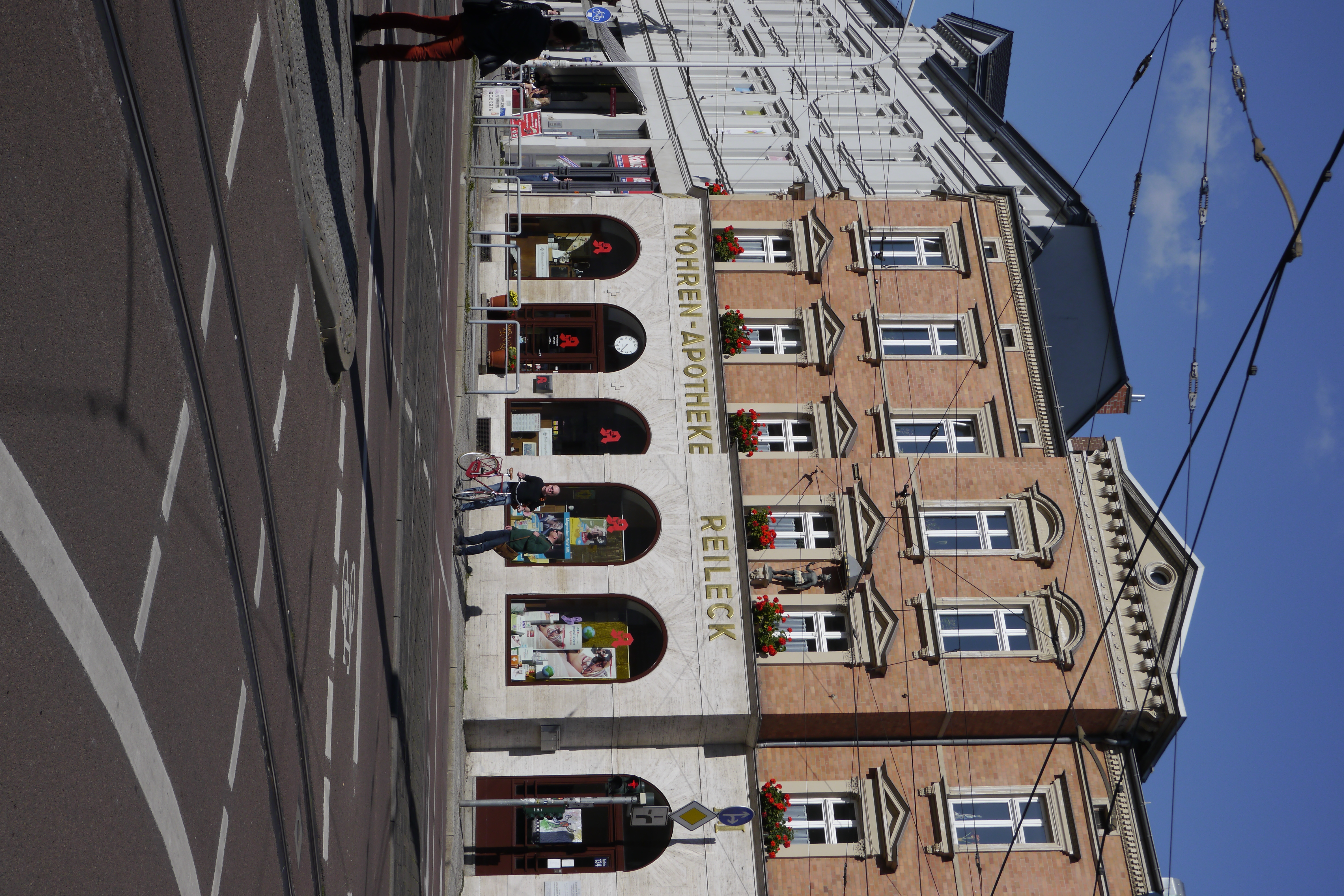
Mohrenapotheke Halle

Die Mohrenapotheke ist eine Apotheke in Halle (Saale) in Sachsen-Anhalt.

## Lage
Die Apotheke befindet sich am sogenannten „Reileck“ und dort an der Ecke der Reilstraße zur Ludwig-Wucherer-Straße.

## Name und Figur
Zahlreiche Lokalitäten in Halle wurden nach dem heiligen Mauritius, dem Schutzpatron des Erzbistums Magdeburg benannt, zu welchem Halle seit dem 10. Jahrhundert gehörte. Dazu zählen die Moritzburg, die Moritzkirche, der „Schellenmoritz“ (eine sagenumwobene Mauritius-Figur in der Moritzkirche), die Moritzbrücke, der Moritzzwinger, das Moritztor, der Gasthof Zum Mohr sowie das Haus zum Mohrenkopf in der Schmeerstraße, das im Jahr 1441 erstmals erwähnt wird.
Diese Namen waren Ausdruck der Verehrung für den Heiligen im Mittelalter, dem auch mehrere Büsten und Statuen in Halle gewidmet waren und sind, etwa am alten Rathaus, im Dom, am Chor der Moritzkirche, in der Moritzkirche, am Turm der Burg Giebichenstein oder an Brunoswarte. Städte wie Coburg oder Eisenberg (Thüringen) tragen Mauritius sogar im Stadtwappen. Zudem fungierte er als Schutzpatron gegen zahlreiche Krankheiten, darunter Gicht, Ohrenleiden und Besessenheit. Ob die Mohrenapotheke mit ihrem Namen an diese religiöse Verehrung anschließen wollte oder aber an die lange Tradition der deutschen Mohrenapotheken, die mit ihrem Namen spätestens seit dem 16. Jahrhundert für besondere Heilkunst warben (ähnlich wie Löwenapotheken oder Elefantenapotheken), ist nicht geklärt. Die mit der werblichen Motivation des Namens verbundene Wertschätzung wurde als Gegenargument zu den Rassismus-Vorwürfen gesehen, die zuletzt im Jahr 2016 sowie im Jahr 2020 vorgebracht wurden.
Der Wertschätzung entgegen steht allerdings die stereotype Darstellung an der Fassade von Mohrenapotheken. Über dem Eingang der halleschen Mohrenapotheke findet sich – wie in so anderen Fällen in Deutschland (etwa in Bad Königshofen oder Bad Langensalza) – die Darstellung eines Ureinwohners, halbnackt mit Schild und Speer, Feder-Kopfschmuck, großen Ohrringen, nur bekleidet mit einem Rock. Der heilige Mauritius hingegen wurde im Mittelalter zumeist in Rüstung dargestellt (etwa im Magdeburger Dom), teils zudem zu Pferde. Ein Bezug auf die Heiligen Drei Könige ist ebenfalls sicher auszuschließen. Laut dem Internetauftritt der Apotheke soll die Figur dennoch den Heiligen darstellen. Eine identische Figur befand sich an der Mohren-Apotheke in Bremen, die im Jahr 2009 geschlossen wurde, und an der Apotheke in Konstanz ist eine solche Figur ebenfalls angebracht worden. Vermutlich handelt es sich also um Duplikate.
Im Jahr 2021 wurde die Namensgebung der Apotheke und des Gasthofes Zum Mohr mehrfach im halleschen Stadtrat diskutiert.

## Geschichte und Gestalt
Die Apotheke wurde im Jahr 1894 am Westrand des im Aufbau befindlichen Paulusviertels in günstiger Verkehrslage an der ersten preußischen Fernchaussee Magdeburg–Halle–Leipzig gegründet. Direkt da, wo seit Mitte des 19. Jahrhunderts eine Verbindungschaussee (heute Bernburger Straße und Geiststraße) direkt nach Süden zur Stadt abzweigte, an welcher ebenfalls Wohngebiete (z. B. das Mühlwegviertel) im Entstehen waren. Das Haus selbst wurde bereits im Jahr 1868 erbaut und um das Jahr 1890, vermutlich für die Apothekennutzung, in seine heutige Gestalt im Stil der Neorenaissance gebracht.
Der dreigeschossige Ziegelbau besitzt sieben Fensterachsen, von denen eine nach Westen und sechs nach Südwesten zeigen. Im Erdgeschoss befinden sich große rundbogige Fenster, in den Obergeschossen hingegen Rechteckfenster, die durch unterschiedliche Giebel bekrönt werden. Eine weitere horizontale Gliederung erfolgt durch Gesimse und hervorgehobene Fensterbretter. Die zweite und dritte Fensterachse von rechts sind als Risalit hervorgehoben, weisen aber nicht, wie sonst typisch, den Eingang auf, sondern dort befinden sich zwei der fünf Schaufenster sowie über ihnen die Mauritius-Figur. Zudem wird er von einem Dreiecksgiebel bekrönt und von einem Fries geschmückt, so dass er sich turmartig vom restlichen Gebäude abhebt. Der Haupteingang der Apotheke ist durch eine Uhr betont, der Eingang ins Haus befindet sich hingegen in der östlichsten Achse.
Diese unruhige Gestalt verweigert sich offenbar bewusst der Symmetrie, denn die Flügelbauten nach Nordosten sind ebenfalls unterschiedlich gestaltet: während sich der westliche Flügel nur über eine Fensterachse zieht, ist der östliche Flügel deutlich breiter. Beide sind zudem nur so hoch wie das Gebäude selbst. Es wurde also darauf verzichtet, die Gebäudeteile unter ein Dach zu bringen. Dieses bleibt überhaupt weitgehend unauffällig und besitzt auch keine Hervorhebungen wie Dachgauben oder Zwerchhäuser. Gen Osten befindet sich zudem eine Brandmauer, die jeweils höher als die einzelnen Gebäudeteile emporragt. Grund hierfür ist vermutlich die ehemals benachbarte Druckerei.
Die historische Apotheke steht unter Denkmalschutz und ist im Denkmalverzeichnis mit der Erfassungsnummer 094 12974 als Baudenkmal eingetragen.